# Nokia Lumia 925
O Nokia Lumia 925 é o smartphone top de linha da Nokia com Windows Phone 8.

## Lançamento
Foi lançado em maio de 2013 em Londres pela Nokia.

### Lançamento no Brasil
O Lumia 925 foi lançado no Brasil em 14 de setembro de 2013 no Rio de Janeiro.

## Design
O Lumia 925 é revestido de alumínio, que chega a alcançar as suaves medidas de 139 g para seu peso e 8,5 mm para a espessura. Na prática, o novo aparelho é mais leve e mais fino, o que garante o bom uso cotidiano. Possui o formato retangular com bordas retas, que podem se “encaixar” na parte da mão logo abaixo do polegar e dá mais estabilidade na “pegada”. Principalmente quando se precisa acessar os botões das laterais. 

## Especificações

### Tela
A tela do 925 inegavelmente é um de seus destaques. Primeiro, por ter um display AMOLED PureMotion HD+ com o razoável tamanho de 4,5 polegadas e resolução de 768 x 1280 pixels. No menu de Configurações, o usuário também tem a possibilidade de modificar a temperatura e a saturação das cores de tela. Há, também, um recurso disponível no display para auxiliar a leitura em ambientes ensolarados, ponto que os brasileiros devem levar bem em conta, já que o sol é um constante aliado do clima por aqui. O touch é hiper sensível.

### Câmera

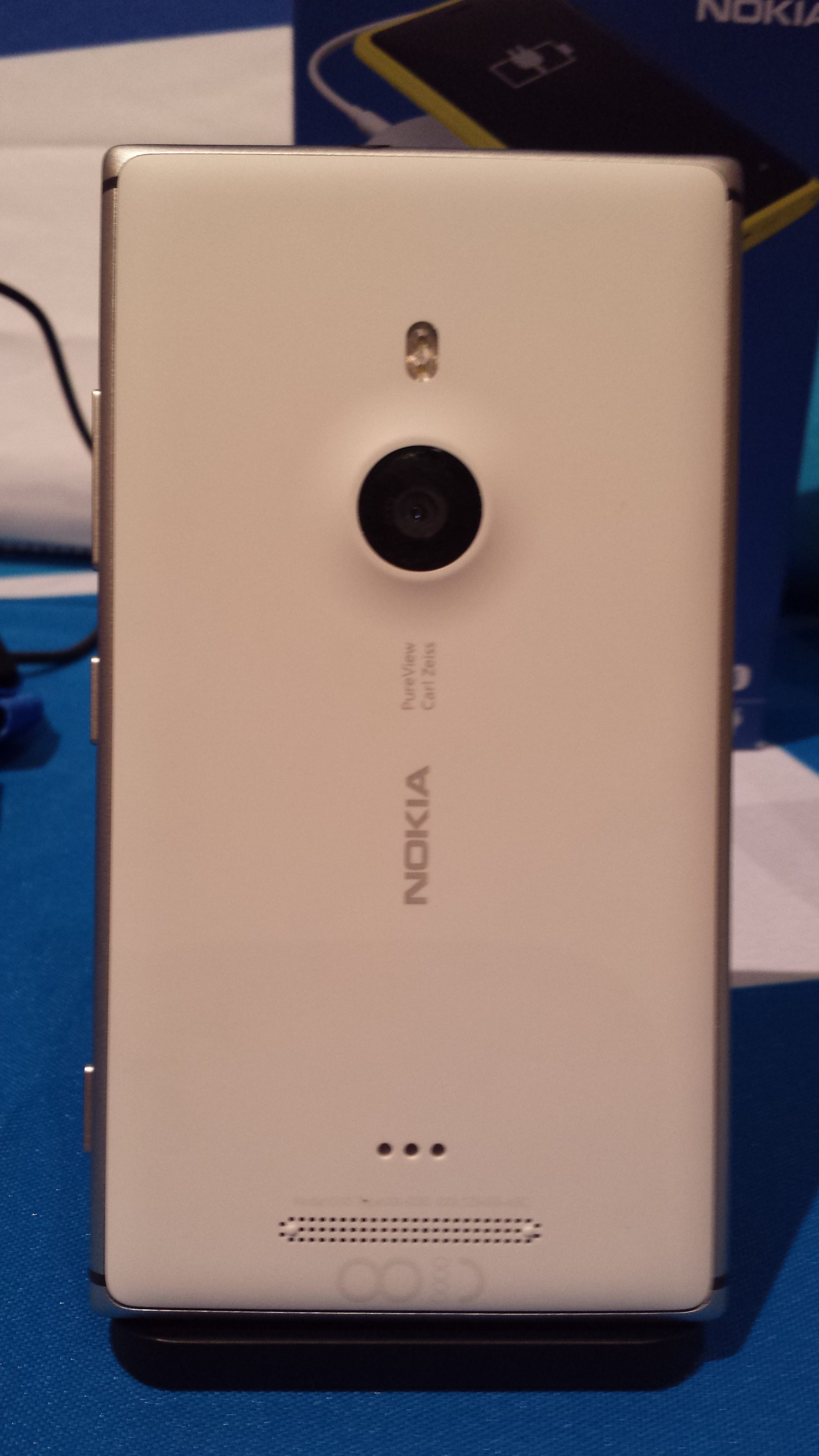

O 925 possui uma câmera de 8 megapixels com a tecnologia Pure View Carl Zeiss com flash dual LED e uma câmera frontal de 1,3 megapixels.

### Hardware e processamento
O conjunto de processamento do Lumia 925 conta com chipset Qualcomm MSM8960 Snapdragon S4, CPU 1.5 GHz Dual Core e GPU Adreno 225 e memória RAM de apenas 1GB.

### Armazenamento e Nano-SIM
O Lumia 925 usa um cartão micro-SIM. Todos os dados são armazenados na memória flash 16GB. O Lumia 925 não possui memória expansível via cartão SD.

### Energia e Bateria
- Bateria interna de íon de lítio recarregável;
- Bateria não removível;
- Carga via USB do computador ou carregador de tomada;
- Tempo de conversação: Até 768 minutos;
- Tempo em espera: Até 440 horas;

### Conteúdo da caixa
- Aparelho lumia 925;
- Cabo USB Nokia;
- Carregador Nokia;
- Fones de ouvido;
- Manual de usuário.